# Hicham Jaber
Hicham M. Jaber (ou Hisham Jaber ; né le 13 septembre 1942) est un général de division, politologue et historien libanais. 

## Biographie
Jaber est né à Nabatieh, au sud du Liban. À la fin de sa scolarité à l'école militaire de l'armée libanaise, il effectue sa formation spécialisée à l'école d'application de l'infanterie à Saint-Maixent-l'École. 
Il poursuit, en 1976, des cours de relations publiques et d'information à la Defense Information School (DINFOS) dans l'Indiana aux États-Unis. Il poursuit ensuite ses études en guerre psychologique à Fort Bragg, en Caroline du Nord. En 1982, Jaber est diplômé d'une maîtrise en sciences militaires du Command and General Staff College à Fort Leavenworth, au Kansas, et obtient par la même occasion une maîtrise en communication de masse de l'Université du Kansas. En 1993, Jaber obtient un DEA en histoire contemporaine à l'Université Paris IV, et en 1997, un doctorat en histoire politique contemporaine, également à Paris IV, sous la direction de Dominique Chevallier. Le général Jaber a présenté sa thèse en présence de nombreuses personnalités dont le ministre français des Affaires étrangères Hervé de Charette, le député Gérard Bapt, l'écrivain Lucien Bitterlin et l'homme d'état libanais Raymond Eddé. 
Il fut recommandé par l'ambassadeur français à Beyrouth, auprès du Ministère français de la Défense, pour la médaille de l'Ordre national du Mérite pour son rôle dans la libération des otages français au Liban.

## Commandement
- 1982 - Il fut chef du bureau de liaison entre les forces armées américaines (dans le cadre de la Force multinationale de sécurité à Beyrouth) et l'armée libanaise durant la Guerre du Liban.
- 1986 - Il fut commandant du Centre de Sport Militaire.
- 1991 - Il fut attaché militaire à l'ambassade du Liban à Paris.
- 1993 - Il devient enseignant en guerre psychologique, terrorisme et guerre asymétrique à l'école de formation pour les officiers supérieurs d'état-major de l'armée libanaise.
- 1996 - Il fut commandant de l'institut d'enseignement de l'armée libanaise.
- 1997 - Dans son dernier mandat au sein de l'armée libanaise, Jaber est devenu gouverneur militaire de Beyrouth.
- 2000 - Le général passe à la retraite et fonde Help & Data, un cabinet de relations publiques, lobbying et renseignements économiques (business intelligence) basé à Beyrouth, puisqu'il entretient d'excellentes relations avec plusieurs chefs d'État en Afrique de l'Ouest et dans les pays arabes.